# Kiisa (Viljandi)
Kiisa – wieś w Estonii, w prowincji Viljandi, w gminie Viljandi. Do 2013 w gminie Pärsti.
Archaiczne nazwy wsi to: Kisa (1858), Киса (1900). Nazwa pochodzi od wiejskiego domu, który pojawił się dopiero w 1858 na duńskiej liście Heimtala, a wioska Kiisa obejmuje obszar byłego Piitre lub Peetri Karjumõisa. 